# リオ・ニテロイ橋

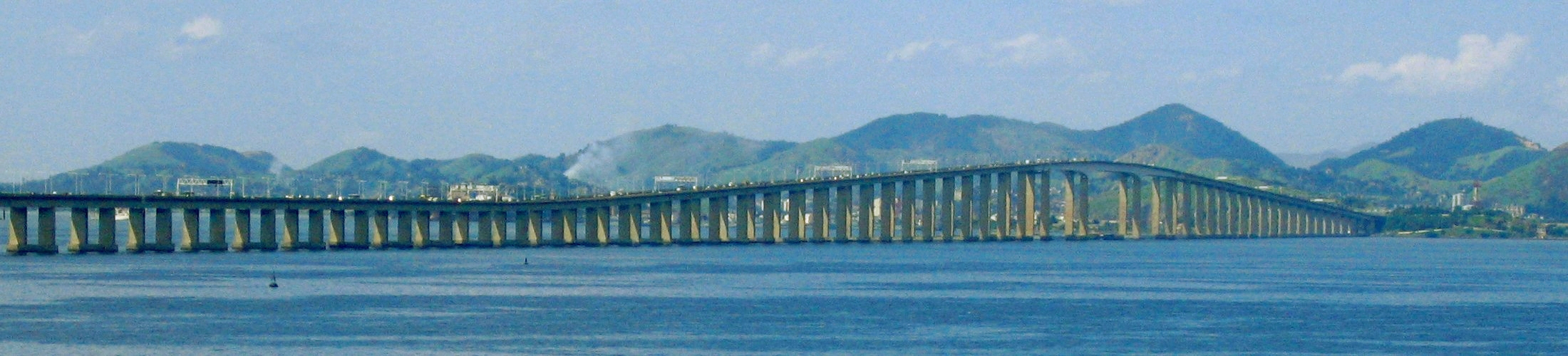
リオ・ニテロイ橋の全景

リオ・ニテロイ橋（葡: Ponte Rio-Niterói）は、ブラジルのリオデジャネイロ州のグアナバラ湾に架かる全長13,290 mの箱形桁橋である
正式名称は建設を命令した当時の大統領にちなみ、プレシデンテ・コスタ・エ・シルヴァ橋（Ponte Presidente Costa e Silva）であるが、実際に正式名称で呼ばれることはほとんどない。

## 概要
リオデジャネイロ市とグアナバラ湾を挟んだ対岸のニテロイを結ぶ。全長約13kmのうち、8.8kmが湾上にある。片側4車線で高さが最高72mある。所要時間は約10分。
この計画は1875年にさかのぼる。当時ニテロイへ陸路で向かうには、湾を迂回してマジェを経由する100km以上の道のりを進まなければならなかった。1963年に入ると架橋の調査に向けた作業部会が設置され、1965年10月29日には架橋計画の最終案の管理のために実行委員会が設立された。
1968年8月23日にはイギリスのエリザベス2世女王夫妻の訪伯に合わせ、当時のアルトゥール・ダ・コスタ・エ・シルヴァ大統領の命令のもと架橋工事が開始された。実際の工事は1969年1月に開始され、1974年3月4日に開通した。開通時の1974年から1985年まで、アメリカ合衆国のポンチャートレイン湖コーズウェイに次いで世界で2番目に長い橋であった。